# Lijst van schilderijen in het Centraal Museum/P
Lijst van schilderijen in het Centraal Museum met werken van schilders van wie de achternaam begint met de letter P. Vermeldingen in het grijs geven aan dat het werk geen deel meer uitmaakt van de collectie van het Centraal Museum, bijvoorbeeld omdat het in bruikleen gegeven is aan een andere instelling of omdat het teruggegeven is aan de bruikleengever.
| Inventarisnummer | Toeschrijving                         | Titel | Datering      | Afbeelding |
| ---------------- | ------------------------------------- | --- | ------------- | ---------- |
| 22146            | Jules Pascin                          | Les deux soeurs | 1905          |            |
| 14329            | Johannes Antonius Pastoor             | Gezicht op het theehuis Oog in Al, gezien vanaf de Leidse weg                                                                      | Ca. 1910      |            |
| 28585            | Jan van de Pavert                     | Agit prop-trein | 1998          |            |
| 20086            | Henk Peeters                          | Kaardlont (I) | 1960          |            |
| 26700            | Perdok                                | Annunciatie | 1940          |            |
| 26699            | Perdok                                | Fluitspelende jongen | 1945          |            |
| 14102            | Constant Permeke                      | Geel zeegezicht (Marine jaune) | 1918-1925     |            |
| 14103            | Constant Permeke                      | Landschap met boerenhutten | Ca. 1920-1930 |            |
| 27192            | Kars Persoon                          | Devotie | 1981          |            |
| 27191            | Kars Persoon                          | Geestige signalen | 1983          |            |
| 27879            | Kars Persoon                          | The second of two | 1994          |            |
| 25980            | Harrie Peters                         | Zonder titel | 1986          |            |
| 27383            | Harrie Peters                         | Zonder titel | 1987-1988     |            |
| 27382            | Harrie Peters                         | Zonder titel | 1987-1988     |            |
| 11781 a          | Han Pieck                             | Portret van Eduard Mulder | 1938-1972     |            |
| 5293             | Nicolaas Pieneman                     | Aanbieding van een adres aan Koning Willem III in Utrecht                                                                          | 1853-1856     |            |
| 28527            | Nicolaas Pieneman                     | Aanbieding van een adres aan koning Willem III in Utrecht                                                                          | 1856          |            |
| 25753            | Marian Plug                           | Bos V | 1985          |            |
| 8391             | Cornelis van Poelenburch              | Landschap met de vlucht naar Egypte                                                                                                | 1625          |            |
| 11137            | Cornelis van Poelenburch              | Cimone en Efigenia | 1630-1640     |            |
| 13101            | Cornelis van Poelenburch              | De Glorificatie van de heilige Catharina van Alexandrië                                                                            | Ca. 1650      |            |
| 11232            | Omgeving van Cornelis van Poelenburch | Landschap met nimfen en saters | Ca. 1640      |            |
| 14143            | Henk Poesiat                          | Narkissos | 1939          |            |
| 27296            | Gerard Polhuis                        | Tafel met fruit | 1986          |            |
| 27309            | Gerard Polhuis                        | Zonder titel | 1988          |            |
| 26878            | Gerard Polhuis                        | Spiegel | 1989          |            |
| 27693            | Gerard Polhuis                        | Koninkrijk (serie Dear Prudence)                                                                                                   | 1991          |            |
| 29038            | Gerard Polhuis                        | De put | 2000          |            |
| 2463             | Octaviaen del Ponte                   | De Heilige Familie met Johannes de Doper en Johannes de Evangelist                                                                 | 1600          |            |
| 22844            | Bastiaan de Poorter                   | Sint Petrus | 1845          |            |
| 20796            | Bastiaan de Poorter                   | Portret van Jan Jacob Hinlopen | 1848          |            |
| 20797            | Bastiaan de Poorter                   | Portret van Jan Jacob Hinlopen | 1848          |            |
| 2323             | Bastiaan de Poorter                   | Portret van Cécile Catherine Olivier Zie Portretten van Carel Siwardus Willem van Hogendorp en Cécile Catherine Olivier            | 1856          |            |
| 2324             | Bastiaan de Poorter                   | Portret van Carel Siwardus Willem van Hogendorp Zie Portretten van Carel Siwardus Willem van Hogendorp en Cécile Catherine Olivier | 1856          |            |
| 16745            | Peter van Poppel                      | Portret van een abstract schilder                                                                                                  | 1966          |            |
| 8392             | Lumen Portengen                       | De luitspeler | 1636          |            |
| 24544            | Lumen Portengen                       | De graflegging van Christus | Ca. 1640      |            |
| 27438            | Toegeschreven aan Lumen Portengen     | De graflegging van Christus | Ca. 1640      |            |
| 26362            | Kor Postma                            | La déviation | 1931          |            |
| 17049            | Otto Prinsen                          | Eenheid | 1966          |            |
| 10242            | Louis François Gerard van der Puyl    | Portretgroep van een juweliersfamilie                                                                                              | 1776          |            |
| 17175            | Louis François Gerard van der Puyl    | Portret van Joan Andreas Cunaeus Zie Portretten van Joan Andreas Cunaeus en Arnolda Wilhelmina Brantsen                            | 1781          |            |
| 17176            | Louis François Gerard van der Puyl    | Portret van Arnolda Wilhelmina Brantsen Zie Portretten van Joan Andreas Cunaeus en Arnolda Wilhelmina Brantsen                     | 1781          |            |
| 26956            | Louis François Gerard van der Puyl    | Portret van een jongen | 1786          |            |
| 23218            | Louis François Gerard van der Puyl    | Zelfportret | Ca. 1800      |            |
| 10005            | Louis François Gerard van der Puyl    | Portret van Charles Sulpice Flament                                                                                                | 1807          |            |
| 8288             | Louis François Gerard van der Puyl    | Portret van familie De Gauville | 1811          |            |